# State Peace and Development Council
De State Peace and Development Council (SPDC) (Birmaans: နိုင်ငံတော်အေးချမ်းသာယာရေးနှင့်ဖွံ့ဖြိုးရေးကောင်စီ) was tot 2011 de hoogste machthebber van Myanmar (Birma). Generalissimo Than Shwe is sinds 1992 de voorzitter van de raad, en fungeerde tot 4 februari 2011 als staatshoofd van Myanmar.

## Naam
In eerste instantie was de naam de State Law and Order Restoration Council (SLORC). Op 15 november 1997 is deze naam op advies van een Amerikaans marketingadviesbureau gewijzigd in de huidige naam, wat echter geen invloed heeft gehad op het beleid.

## Geschiedenis
Door een militaire staatsgreep kregen zij in september 1988 de macht in handen.
De SLORC schafte het socialistische eenpartijstelsel af en gaf het land in juni 1989 de naam Myanmar. Dit dictatoriaal bewind maakt zich schuldig aan grove schendingen van de mensenrechten en wordt door vele landen niet erkend als de rechtmatige regering van Myanmar.
De in 1990 door de SLORC beloofde verkiezingen liepen op een bloedbad uit, omdat de junta vlak ervoor jacht maakte op leden van de oppositiepartij National League for Democracy (NLD) van nobelprijswinnares Aung San Suu Kyi.